# Gayatri Devi
Gayatri Devi (Egyesült Királyság, London, 1919. május 23. – India, Dzsaipur, 2009. július 29.) Dzsaipur utolsó királynője (maháráni).

## Élete

### Ifjúsága
Gayatri Devi egy kelet-indiai királyi családba született 1919-ben Londonban, és 20 éves korában ment férjhez Dzsaipur uralkodójához. A több mint ötszáz királyságra szakadt indiai kontinensen 1947-ben szűnt meg a brit kormányzás és a független Indiában eltörölték a királyi címeket. Számos uralkodóház teljesen elszegényedett, ám a dzsajpuri királyi családnak sikerült megőriznie gazdagságát, luxusszállodákká varázsolva egykori palotáikat.

### Tevékenysége 1947-től
A világ egyik legszebb asszonyaként emlegetett[forrás?] Devit ábrázoló fotográfiák divat- és életmód magazinok címlapjain jelentek meg. Az asszony az 1960-as években politikai pártot alapított, és képviselőként bekerült az indiai parlamentbe. Felkarolta a nők oktatását, és iskolát alapított lányok számára, amelyet róla neveztek el.

## Halála
2009. július 20-án szállították a dzsaipuri kórházba gyomor- és légzőszervi problémákkal, melyekbe kilenc nappal később (július 29.) belehalt. Temetését az egykori királyi család temetési szertartásai szerint (hamvasztás) tartották meg július 31-én.